# Mīleh Sorkh-e Soflá
Mīleh Sorkh-e Soflá (persiska: میله سرخ سفلی) är en ort i Iran.   Den ligger i provinsen Kermanshah, i den västra delen av landet, 500 km väster om huvudstaden Teheran. Mīleh Sorkh-e Soflá ligger 1 575 meter över havet och antalet invånare är 283.
Terrängen runt Mīleh Sorkh-e Soflá är kuperad. Runt Mīleh Sorkh-e Soflá är det ganska tätbefolkat, med 185 invånare per kvadratkilometer. Närmaste större samhälle är Ḩomeyl, 14,1 km väster om Mīleh Sorkh-e Soflá. Omgivningarna runt Mīleh Sorkh-e Soflá är i huvudsak ett öppet busklandskap.